# Ambasciatori austriaci nell'Assia-Darmstadt
L'ambasciatore austriaco nell'Assia-Darmstadt (detto anche ambasciatore austriaco nell'Assia) era il primo rappresentante diplomatico dell'Austria (del Sacro Romano Impero, dell'Impero austriaco e dell'Impero austro-ungarico) nell'elettorato d'Assia-Darmstadt e poi nel Granducato d'Assia. 
Le relazioni diplomatiche tra i due stati iniziarono ufficialmente nel 1853.

## Impero austriaco
- 1847-1849: Rudolf Apponyi von Nagy-Appony
- 1853–1865: Franz von Lützow
- 1865–1866: Adolph von Brenner-Felsach

1866–1868: vacante

## Impero austro-ungarico
- 1868–1870: Karl Ludwig von Bruck
- 1870–1872: Albin von Vetsera

1872–1918: le funzioni passano all'ambasciatore austriaco nel Württemberg
1918: Chiusura dell'ambasceria